# Lineopalpa
Lineopalpa là một chi bướm đêm thuộc họ Erebidae.

## Các loài
- Lineopalpa birena Holloway, 1976
- Lineopalpa horsfieldi Guenee, 1852
- Lineopalpa inexpectata (Gaede, 1940)
- Lineopalpa orsara Swinhoe, 1903
- Lineopalpa rufa (Bethune-Baker, 1906)